# آیگوئل دو میدی
آیگوئل دو میدی (به فرانسوی: Aiguille du Midi) یک کوه در فرانسه است که در اوت سووآ واقع شده‌است. آیگوئل دو میدی ۳٬۸۴۲ متر بالاتر از سطح دریا واقع شده‌است.